# Алексей Саврасенко
Алексей Саврасенко е бивш руски баскетболист, играещ като център. Има гръцко гражданство, тъй като майка му е гъркиня. Висок е 215 см и тежи 120 кг. Най-известен е с изявите си в ЦСКА Москва и руският национален отбор.

## Кариера
Кариерата на Алексей започва на 17 г., когато той заминава в Гърция и подписва с Олимпиакос. Получава гръцки паспорт и името Алексис Аманатидис. През 1995/96 и 1996/97 става шампион на страната, а през 1997 г. печели Евролигата. В 2000 г. той пожелава да играе за Русия на олимпиадата, но ФИБА не дава разрешение поради гръцкия му паспорт. Същата година играчът си опитва късмета в драфта на НБА, но нито един тим не го избира. След това играе в гръцкия Перистери един сезон. През 2001 г. се връща в Олимпиакос. Участва и на Евробаскет в състава на Русия. От лятото на 2003 г. се състезава за ПБК ЦСКА Москва. В компанията на играчи като Джон Роберт Холдън, Трейджън Лангдън, Теодорос Папалукас и Дейвид Андерсен, Алексей става единственият руснак, който обикновено започва като титуляр за ЦСКА. През 2005/06 и 2007/08 печели Евролигата, а през 2007 г. става европейски шампион с Русия. През сезон 2008 Саврасенко е преследван от много травми и губи мястото си в отбора. В 2009 г. преминава под наем в Спартак Санкт Петербург. В средата на 2009 г. подписва с Динамо Москва и участва в Еврокъп. През сезон 2010/11 е играч на Химки. От 2011 играе в УНИКС Казан. След един сезон там подписва в Локомотив-Кубан. След края на 2012/13 слага край на кариерата си. Последният му мач е финалът на Обединена ВТБ Лига срещу ЦСКА Москва.